# 桑迪胡克 (密西西比州)
桑迪胡克（英語：Sandy Hook）是位於美國密西西比州馬里昂縣的非建制地區。

## 地理
桑迪胡克所處的海拔為高於海平面43米（即141英呎），而該地所採用的時區為UTC-6，即北美中部時區（CST）。同時該地設有夏令時間，為UTC-6調快一小時，即UTC-5（CDT）。